# Eragrostis prolifera
Eragrostis prolifera är en gräsart som först beskrevs av Olof Swartz, och fick sitt nu gällande namn av Ernst Gottlieb von Steudel. Eragrostis prolifera ingår i släktet kärleksgrässläktet, och familjen gräs. Inga underarter finns listade i Catalogue of Life.